# Tsujius itoi
Tsujius itoi är en skalbaggsart som beskrevs av Ikeda 2001. Tsujius itoi ingår i släktet Tsujius och familjen långhorningar. Inga underarter finns listade i Catalogue of Life.